# ТЭ3
ТЭ3 (тепловоз с электрической передачей, 3-я разработка Харьковского завода транспортного машиностроения) — советский двухсекционный двенадцатиосный (тип 2(30—30)) грузовой тепловоз мощностью 2×2000 л. с. Опытная секция ТЭ3-001 начата постройкой на Харьковском заводе транспортного машиностроения в 1953 году, в 1954 году построена секция ТЭ3-002 (впоследствии сцеплены), а с 1956 года был начат их крупносерийный выпуск, к которому подключились также Коломенский и Ворошиловградский (Луганский) заводы. Освоение производства тепловозов ТЭЗ с дизелями 2Д100 обеспечивало запланированный правительством перевод железнодорожного транспорта с паровозной тяги на тепловозную, и в 1956 году производство паровозов в СССР прекращено. С начала 1960-х до середины 1970-х годов ТЭ3 — основной локомотив на неэлектрифицированных железных дорогах СССР, заменивший мощные паровозы, в том числе ФД, Л, ЛВ и другие. Выпуск ТЭ3 был завершён в 1973 году, всего было выпущено 6,8 тыс. тепловозов данной серии, самой массовой до появления ТЭ10.

## Предыстория появления тепловоза
Тепловозы ТЭ1 и ТЭ2 ввиду недостаточной мощности не могли заменить мощные паровозы — ФД, ИС, П36 и ЛВ, поэтому в 1947 году ВНИИЖТ подготовил техническое задание на проектирование 12-осного двухсекционного тепловоза с более мощным и быстроходным дизелем.
В 1950 году на Харьковском заводе имени Малышева была начата работа по проектированию магистрального грузового тепловоза, способного полностью заменить и вытеснить с железных дорог паровозы. Работа выполнялась под руководством главного конструктора завода по локомотивостроению А. А. Кирнарского. 13 марта 1952 года научно-технический совет МПС рассмотрел технический проект тепловоза и рекомендовал провести рабочее проектирование и постройку опытной секции. К концу 1953 года была построена первая секция, в начале 1954 года вторая. Секции получили наименование серии ТЭ3 и номера 001 и 002. Впоследствии они были сцеплены и получили литеры А и Б в составе единого тепловоза ТЭ3-001.
В 1954 году, ХЗТМ построил первые три предсерийных тепловоза (сдвоенные секции), «установочной партии»: ТЭ3-002; ТЭ3-003; ТЭ3-004. Эти три тепловоза, в грузовых поездах, прошли испытательный заводской пробег (5000 км), на тяговом участке «Основа — Красный Лиман» ЮЖД-Сев. Дон ж.д, иногда они «прорывались» через Красный Лиман до станции Дебальцево… На этих участках, в прямых грузовых поездах, тогда интенсивно работали паровозы серии ФД… Этот испытательный пробег на трёх предсерийных тепловозах ТЭ3, выполнили заводские локомотивные бригады, в числе которых: машинист-инструктор — Петров Михаил Ефимович; машинист — Бэк Борис Борисович; машинист — Селюков Пётр; машинист Фёдор… В качестве заводских инженеров-испытателей от КБ Отдела «60Л», в этом пробеге участвовали: Кошевой Владимир Иванович; Дубровский; Заславский Ефим Григорьевич; Спивак Яков. Тепловозы экипировались на территории завода (в депо Основа пункта экипировки тепловозов не было…) и следовали резервом до станции Основа, где «брали» грузовые составы и следовали до станции «Красный Лиман», иногда до станции Дебальцево. Тепловоз ТЭ3-005 в 1956÷1958 гг. демонстрировался на ВДНХ.
Серийный выпуск тепловоза в Харькове развернут в 1955 г. до завершения испытаний экспериментальных секций.
6 февраля 1956 года выпуск ТЭ-3 начал Ворошиловградский тепловозостроительный завод.

## Постройка тепловоза
Для более скорого насыщения локомотивного парка тепловоз строился на Коломенском, Харьковском и Ворошиловградском локомотивостроительных заводах, а элементы электропередач изготавливал Харьковский завод «Электротяжмаш». По госзаказу тепловозы по заводу постройки получали номера: 01—1000 — Харьковский завод, 1001—2000 — Коломенский завод и 2001 и выше — Ворошиловградский завод.
6 февраля 1956 года первый тепловоз ТЭ3 (ТЭ3-2001) выпустил Ворошиловградский завод, впоследствии — основной их производитель.
В июне 1956 года свой первый послевоенный тепловоз ТЭ3 (ТЭ3-1001) строит Коломенский завод, полностью перейдя к тепловозостроению.

## Конструкция и технические характеристики тепловоза

### Основные параметры
Тепловоз ТЭ3 имел запас топлива 2×5440 кг, масла 2×1400 кг, воды 2×800 л, песка 2×400 кг. Полная масса тепловоза 2×126 т.
Сила тяги в длительном режиме при скорости 20 км/ч — 2×20200 кгс, конструкционная скорость — 100 км/ч, сила тяги при конструкционной скорости — 2×2600 кгс.

### Механическая часть
Основу конструкции каждой секции тепловоза составляет главная рама, через которую передаются тяговые и тормозные усилия, и кузов с каркасом вагонного типа, несущим боковые и лобовые стенки и крышу. На концах рамы каждой секции были установлены автосцепки типа СА-3 с фрикционными аппаратами. Главная рама опирается через роликовые опоры на две трёхосные тележки. Рама каждой тележки через листовые рессоры и цилиндрические пружины, расположенные у концов тележки, подвешена к балансирам, опирающимся на буксы колёсных пар. Диаметр КП по кругу катания на новых бандажах — 1050 мм. Тяговые электродвигатели имеют опорно-осевое подвешивание. Тяговая передача — односторонняя прямозубая с жёстким венцом зубчатого колеса. Передаточное число тяговой передачи — 4,41. В каждой буксе находится по два подшипника с цилиндрическими роликами.
В 1957 году тепловозы стали выпускать с высокой кабиной (до этого кабина была низкой, как на ТЭ2). Первоначально новая кабина была применена на тепловозах ТЭ7 — пассажирском варианте ТЭ3 — а затем пошла в серию и на «трёшках». Коломенский завод перешёл на новую кабину с тепловоза ТЭ3-1030, Харьковский с ТЭ3-098, Ворошиловградский с ТЭ3-2011 или 2012.
С середины 1959 года ТЭ3 выпускались без буферов.

### Расположение оборудования
Общая планировка кузова каждой секции тепловоза ТЭ3 аналогична планировке секции ТЭ2. Кузов каждой секции разделён на кабину машиниста, камеру электрических аппаратов (аппаратную или высоковольтную камеру) за кабиной и машинное (дизельное) отделение, занимающее все остальное пространство кузова. В задней части машинного отделения можно отдельно выделить камеру охлаждения дизеля (холодильную камеру или холодильник). Вход в тепловоз осуществляется через две боковые двери (правую и левую), ведущие в машинное отделение. Переход из секции в секцию осуществляется через торцевую дверь в задней стенке секции.
Общее расположение оборудования в кабине машиниста также аналогично тепловозу ТЭ2. Кабина машиниста имеет 4 лобовых глухих окна в передней стенке и два раздвижных боковых окна в боковых стенках. Под правыми лобовыми окнами расположен пульт управления тепловозом. В левой части пульта находится контроллер машиниста, имеющий главную и реверсивную рукоятки. Перед контроллером находится тормозной кран машиниста, под ним — его краны. В центре пульта находится наклонная панель пульта. Её большую часть занимает панель измерительных приборов. В левой части панели приборов, сверху вниз, расположены: вольтметр «Напряжение главного генератора», электроманометры «Масло секции 2» и «Масло секции 1», аэротермометр «Масло до холодильника секции 1», манометр «Давление топлива». В центре панели находятся амперметр главного генератора, а под ним — двустрелочный манометр главных резервуаров и тормозной магистрали. В правой части панели, сверху вниз, расположены: амперметр аккумуляторной батареи, электротермометр «Вода секции 2», аэротермометр «Вода секции 1», манометр тормозных цилиндров, манометр «Давление воздуха контакторов». Над панелью измерительных приборов находятся три сигнальные лампы, отсутствовавшие на ТЭ2, — «Реле заземления секции 1», «Работа дизеля секции 2» и «Реле заземления секции 2».

### Дизель
На каждой секции был установлен десятицилиндровый двухтактный дизель 2Д100 системы Корейво с вертикальным расположением встречно-движущихся поршней с прямоточной продувкой. Дизель имел два коленчатых вала: верхний и нижний, между собой валы синхронизированы вертикальной передачей. Отбор мощности осуществлялся от нижнего коленвала. Номинальная мощность дизеля 2000 л. с. Дизель 2Д100 создавался под руководством Б. Н. Струнге, его прототипом служил судовой дизель фирмы Фербенкс-Морзе типа 38D8⅛″. По словам главного конструктора тепловоза А. А. Кирнарского, только рама дизеля «похудела» в процессе доводки более чем на 2 тонны.
Охлаждение дизеля водяное. Вода циркулирует между дизелем и радиаторными секциями водяного холодильника принудительно, с помощью центробежного насоса. Для охлаждения масла также используются однотипные с водяными секции. На каждой секции тепловоза в холодильнике было установлено 36 масляных и 24 водяных секции. Секции холодильника охлаждаются воздухом, прогоняющимся осевым вентилятором. Температура воды и масла регулируется периодическим включением вентилятора и открытием верхних и боковых жалюзи, управление которыми осуществляется с пульта машиниста через электропневматический привод.

### Масляная система
Масляная система тепловоза обеспечивает: смазку и охлаждение трущихся частей дизеля маслом (подшипников коленчатых валов, поршней, поршневых пальцев и т.д.), очистку масла, а также воздушное охлаждение масла.
Для обеспечения циркуляции масла в масляной системе предусмотрен шестеренчатый масляный насос с внешним зацеплением. Он работает постоянно при работающем дизеле. Масляный насос приводится во вращение от нижнего коленчатого вала дизеля и установлен на стороне дизеля, противоположной генератору. При частоте вращения дизеля 850 об/мин насос производительностью 75(95) м3/час создаёт давление масла 5 атмосфер.
Масляный насос засасывает масло из картера дизеля, где находится основной объём масла. При этом масло через масляный насос и обратный клапан поступает по трубопроводу в холодильник — в переднюю нижнюю часть двух масляных радиаторов, правого и левого. По передним секциям радиаторов масло поднимается в верхние части радиаторов, а затем по задним секциям радиаторов опускается в заднюю нижнюю часть обоих радиаторов. Секции представляют собой набор плоских латунных трубок, объединённых пластинами. Проходя через обдуваемые воздухом 36 секций радиаторов, масло охлаждается. Охлаждённое масло проходит через пластинчатый щелевой фильтр грубой очистки масла обратно в дизель, в его нижний и верхний масляные коллекторы.
Внутри дизеля масло из нижнего и верхнего масляных коллекторов поступает:
- к коренным (опорным) подшипникам коленчатых валов, далее по каналам коленчатых валов к шатунным подшипникам, затем к поршневым пальцам и поршням;

- к шестерням вертикальной передачи, шестерням и подшипникам воздуходувки;

- из верхнего коллектора – к кулачковым валам и топливным насосам.

Пройдя через эти узлы и нагревшись, масло сливается в картер дизеля.
Небольшая часть горячего масла после масляного насоса не идёт в холодильник и фильтр грубой очистки, а через бумажный фильтр тонкой очистки масла поступает в картер дизеля. Часть охлаждённого масла после фильтра грубой очистки через вентиль и редукционный клапан, понижающий давление масла, поступает в гидромуфту вспомогательного оборудования. Из гидромуфты масло также возвращается в картер дизеля.
Масляный насос работает одновременно с дизелем. Поэтому после длительной остановки дизеля в подшипниках дизеля из-за недостатка масла возникает полусухое трение. Чтобы избежать этого трения, при запуске дизеля перед раскруткой коленчатого вала предусмотрена прокачка дизеля маслом с помощью отдельного маслопрокачивающего насоса, работающего от электродвигателя типа ПН-5 или П41 (мощность 4.2 кВт, частота вращения 2200 об/мин). Данный насос, установленный справа от дизеля, забирает масло из картера дизеля, после чего через обратный клапан и фильтр грубой очистки нагнетает масло в верхний и нижний масляные коллекторы дизеля. В момент начала раскрутки коленчатого вала маслопрокачивающий насос выключается.
При сильном охлаждении масла его вязкость повышается, поэтому оно будет медленнее проходить через секции масляных радиаторов. Давление масла перед радиаторами возрастёт. Для защиты от недопустимого повышения давления масла перед радиаторами параллельно радиаторам установлены два байпасных (перепускных) клапана. При разнице давлений масла до и после радиаторов более 2 атм клапаны открываются, пропуская масло в обход секций радиаторов, что снижает давление масла перед секциями. Для ускорения прогрева масла можно открыть вентиль, подающий часть масла от масляного насоса сразу в картер дизеля, в обход радиаторов, фильтра грубой очистки и агрегатов дизеля. Нормально этот вентиль закрыт.
На тепловозах ТЭ3, выпускавшихся с конца 1957 года, предусмотрена дополнительная очистка масла с помощью центробежного фильтра. Для подачи масла из картера дизеля в центробежный фильтр предусмотрен масляный насос высокого давления производительностью 12 м3/час, установленный на дизеле под главным масляным насосом. Масляный насос высокого давления также приводится во вращение от нижнего коленчатого вала дизеля. Данный насос подаёт масло из картера дизеля под давлением 8-10 атмосфер в центробежный фильтр. Очищенное масло поступает из фильтра обратно в картер дизеля. Пропускная способность фильтра больше производительности насоса, поэтому часть масла после насоса не идёт в фильтр, а через разгрузочный клапан, открытый при давлении выше 4 атмосфер, поступает в холодильник и далее через фильтр грубой очистки – в дизель, повышая давление масла в масляной системе.
Измерение давления масла после масляного насоса, до и после фильтра грубой очистки, после фильтра тонкой очистки, до центробежного фильтра, а также перед гидромуфтой осуществляется 6-ю манометрами, установленными в машинном отделении позади дизеля на правой стенке. Для информирования машиниста о давлении масла на верхнем масляном коллекторе дизеля установлены два датчика давления масла. Электрические сигналы от датчиков поступают на электроманометры типа ЭДМУ-6Н, установленные в кабинах машиниста первой и второй секций тепловоза. Для информирования машиниста о температуре горячего масла (на выходе из дизеля) на трубопроводе после масляного насоса установлен датчик температуры масла. Электрический сигнал от датчика поступает на электротермометр типа ТУЭ-48Т в кабине машиниста данной секции.
Контроль за давлением масла со стороны системы управления тепловозом осуществляется с помощью двух реле давления масла типа РДМ-20 либо РДК-3, контролирующих давление масла в верхнем масляном коллекторе дизеля. Реле находятся на дизеле с левой стороны. Первое реле (обозначение по схеме – РДМ1) исключает недопустимое снижение давления масла при работающем дизеле. При понижении давления масла ниже 0.5 атм это реле срабатывает, обесточивая блок-магнит регулятора частоты вращения дизеля, что приводит к прекращению подачи топлива в дизель, а значит, к остановке дизеля. Второе реле (РДМ2) исключает недопустимое снижение масла при работе дизеля под нагрузкой, на 9-16 позициях контроллера машиниста. При понижении давления масла ниже 1.2 атм это реле срабатывает, выключая возбуждение возбудителя, что приводит к снятию нагрузки с генератора, а значит, и с дизеля.

### Электрооборудование
Тяговый генератор МПТ-99/47 номинальной мощностью 1350 кВт (U = 550 В, I = 2455 А, Umax = 820 В) питает 6 тяговых двигателей ЭДТ-200А номинальной мощностью 206 кВт (U = 275 В, I = 815 А, максимальная частота вращения якоря 2200 об/мин). Электродвигатели были соединены последовательно по два в три параллельные группы. Регулирование возбуждения генератора — автоматическое при помощи тахогенератора, возбудителя и различных аппаратов.
Управление тепловозом осуществляется контроллером машиниста типа КВ-16А-12, имеющим реверсивную и главную рукоятки. Главная рукоятка имеет нулевую и 16 рабочих позиций, соответствующих разным режимам работы дизеля — от 400 об/мин на 1-й позиции до 850 об/мин на 15-16-й. Дизель имеет 8 рабочих частот вращения, которые переключаются каждую вторую позицию КВ, а промежуточные позиции регулирования мощности получаются за счёт уменьшенного возбуждения генератора на нечётных позициях КВ.

### Пневматическая система
Для обеспечения сжатым воздухом на каждой секции был установлен двухступенчатый трёхцилиндровый компрессор КТ-6 с производительностью 5,3 — 5,7 м³/мин при максимальных оборотах дизеля. Сжатый воздух, нагнетаемый в главные резервуары компрессорами, используется для обеспечения работы тормозов локомотива и поезда, для привода пневмоконтакторов, реверсоров, подачи звуковых сигналов свистком (тихий) и тифоном (громкий), работы пневмопривода стеклоочистителей.

## Распространение тепловоза и происшествия с ТЭ3
Поскольку тепловозы ТЭ3 строили сразу три завода, эти тепловозы быстро появились во всех уголках СССР. Тепловоз ТЭ3 стал самой массовой серией на сети дорог Советского Союза. Тепловозы продолжали строиться вплоть до 1973 года, всего было выпущено 6797 тепловозов (Харьковским заводом построено 599 тепловозов, Коломенским — 404, Ворошиловградским — 5805). Это позволило в короткие сроки завершить переход на тепло- и электровозную тягу на всей сети железных дорог.
Первые тепловозы ТЭ3, построенные Харьковским заводом, поступили на участки Оренбургской и Омской железных дорог, в локомотивные депо Орска и Петропавловска. Местность, по которой пролегали линии, была степной и отличалась плохим водоснабжением.
В 1956 году третьим по сети депо, получившим тепловозы ТЭ3, стало депо Ртищево Приволжской дороги. Первым в депо прибыл тепловоз ТЭ3-021 постройки Харьковского завода, затем туда же поступили тепловозы ТЭ3 постройки Коломенского завода (начиная с номера 1001). В депо Аткарск тепловозы поступили в 1960 году, первым был ТЭ3-1250 постройки Коломенского завода, который прибыл в депо 12 марта, а уже через несколько лет депо ремонтировало тепловозы в объёме ТР-3. На Волгоградском отделении Приволжской дороги первый ТЭ3 (№ 1034) поступил в 1961 году. Первый тепловоз серии ТЭ3 Ворошиловградского завода (№ 2001) был направлен в депо Родаково, где в начале февраля 1956 года совершил свой первый рейс на участке Ворошиловград — Сентяновка. Многие тепловозы ТЭ3 первых выпусков Ворошиловградского завода направлялись на работу на Ташкентскую дорогу.
В 1957—1958 годах тепловозами ТЭ3 комплектовались депо Лиски Юго-Восточной и Пенза-3 Куйбышевской дорог.
В 1961 году тепловозы ТЭ3 прибыли в депо Лянгасово Горьковской железной дороги.
Происшествия с ТЭ3
• В понедельник 16 февраля 1976 года в 8:41 на 1-м главном пути станции Югла по причине приёма на занятый путь произошло столкновение тепловоза ТЭП60-0052, следовавшего со скоростным поездом "Балтика" №37 Ленинград - Рига и сплотки из тепловозов ТЭ3-6614 и 7688. В результате крушения был разбит тепловоз ТЭП60-0052, секция Б тепловоз ТЭ3-6614 и 2 вагона (02 и 03) скоростного поезда "Балтика", погибли 46 человек, пострадали 55. 

## Конструктивные недостатки тепловоза
Главным недостатком тепловоза была неприспособленность дизеля для работы при переменных и неполных нагрузках. Это приводило к частым выходам его из строя. Большие недостатки имелись в системе охлаждения — при перегреве дизеля происходили выбросы охлаждающей воды. Особенно это ощущалось в безводных районах СССР, там машинисты были вынуждены доливать в систему охлаждения дизельное топливо, в результате резко возрастала пожароопасность. Усугубляло проблемы и плохое техническое обслуживание. Позже предпринимались попытки замены дизеля 2Д100 на Д49, однако, ввиду ориентации промышленности на построение более мощных тепловозов (от 3000 л. с. в секции и более) и появления соответствующих типов машин большого распространения они не имели.
Рабочая эксплуатация отдельных участков БАМа (Бамовская — Тында — Беркакит — Нерюнгри) с начала 1980-х г.г., кроме того, выявила малую пригодность попавших туда ТЭ3 для условий БАМа. О необходимости разработки специального тепловоза для БАМа открыто заговорили с привлечением прессы после возгорания секции ТЭ3 на маршруте Нерюнгри — Тында (бригада: машинист Алексей Сорокин, помощник Алексей Наливайко). Простое предложение замены устаревших и изношенных ТЭ3 на новые 2ТЭ116 встречало то возражение, что недоведённые 2ТЭ116 были достаточно сырыми даже для юга, для БАМа же на тот момент не годились совершенно.

## Эксплуатация тепловоза по настоящее время
На 1 января 1976 года на сети железных дорог насчитывалось 12 283 секции тепловозов ТЭ3. Массовое списание тепловозов данной серии происходило с 1980-х годов, тогда же многие секции были переданы промышленным предприятиям, карьерам и стали использоваться в вывозной и маневровой работе. На Приволжской дороге последние тепловозы ТЭ3 были списаны только в середине 1990-х годов. На Северо-Кавказской железной дороге последние ТЭ3 были списаны в 2000 году. Последним участком на Российских железных дорогах, где локомотивы этой серии использовались для вождения грузовых поездов, был Аскиз — Абаза в Хакасии, по меньшей мере до 2003 года, Последним местом эксплуатации локомотивов на сети РЖД являлось депо Петропавловск Южно-Уральской железной дороги, использовавшее до пяти единиц ТЭ3 в хозяйственной работе в летние периоды до 2009 года. До настоящего времени в России и странах СНГ (в частности на Азербайджанской железной дороге) ТЭ3 продолжают работать на некоторых промышленных предприятиях, в карьерах. В поездной работе ТЭ3 (приписки депо Коротчаево) используются на участке Коротчаево — Надым «Северного широтного хода», также планируется их работа на новых участках магистрали.
Можно сказать, что тепловоз ТЭ3 — неотъемлемая и памятная часть истории советского железнодорожного транспорта. У железнодорожников эта машина получила ласковое название «Ласточка». На БАМе его называли «Дракон». Упрощённое изображение тепловоза ТЭ3 помещено на эмблему футбольного клуба «Локомотив» (Москва).

### Где можно увидеть
По состоянию на 2022 год семь тепловозов находится в парке АО «Ямальская железнодорожная компания», до шести секций всё еще эксплуатируются на промышленных предприятиях Республики Казахстан. В России, Белоруссии, Узбекистане, Латвии и Украине сохранено в общей сложности 35 локомотивов (в составе одной либо двух секций) в музеях, на постаментах и в качестве учебных пособий. В 2012 году тепловоз ТЭ3-5524 принял участие в динамической экспозиции, приуроченной к 175-летию РЖД, на территории ВНИИЖТ в Щербинке. Локомотив восстановлен до ходового состояния в депо Абакан Красноярской железной дороги, в период между экспозициями дислоцируется на базе запаса. В 2015 году одна исправная секция ТЭ3-7305, эксплуатировавшаяся ЧАО Ивано-Франковскцемент, поступила в собственность «Ассоциации сохранения истории железных дорог Украины».

## Тепловозы, созданные на базе ТЭ3
Ввиду сходства конструкции, а порой лишь обозначения, эти локомотивы нередко включают в общий выпуск с ТЭ3.

### 3ТЭ3
Трёхсекционный вариант тепловоза ТЭ3. Выпускался с 1961 по 1962 годы на Луганском заводе. Построено 37 экземпляров, плюс переделанные самостоятельно из двухсекционных в середине 70-х годов.

### ТЭ7
В конце 1956 года Харьковский завод выпустил двухсекционный тепловоз, которому присвоили обозначение ТЭ7-001. От ТЭ3 новый локомотив отличался снижением передаточного числа тягового редуктора с 4,41 (75:17) до 2,54 (66:26), что позволило повысить скорость продолжительного режима до 35 км/ч, а максимальную — до 140 км/ч. ТЭ7 получил более высокую и светлую кабину машиниста, которую впоследствии стали применять на всех ТЭ3. Также были внесены небольшие изменения в конструкцию боковых опор кузова и применено оборудование для работы с тормозами пассажирского типа. Вообще, по мнению историков, вместо ТЭ7 данному тепловозу следовало бы присвоить обозначение ТЭ3П, так как он являлся модификацией ТЭ3 и имел относительно небольшие конструктивные отличия.
В 1957 году ТЭ7-001 проходил испытания на железнодорожной линии Москва — Ленинград (Октябрьская железная дорога), в ходе которых водил курьерские и скорые поезда, включая «Красную стрелу», заменив паровозы П36. До 1962 года включительно Харьковский завод выпустил ещё 26 тепловозов ТЭ7, а в 1963 и 1964 гг. 85 тепловозов выпустил Луганский тепловозостроительный завод. Помимо линии Москва — Ленинград, первые ТЭ7 обслуживали также направление Москва — Киев. В дальнейшем эти локомотивы были сосредоточены на железных дорогах Украинской и Белорусской Советских Социалистических Республик. Уже с середины 1960-х их начали постепенно заменять более современными ТЭП60 и электровозами (ЧС1, ЧС2, ЧС4).

### ТЭ3Л
15 июля 1959 года и 19 июля 1960 года Совет министров СССР выпустил постановления соответственно № 639 и № 743 о разработке проектов модернизации ТЭ3. Этими проектами занимались Харьковский и Луганский заводы. Проект Луганского завода (проектное обозначение ТЭ20) предусматривал сохранение длины и конструкции кузова ТЭ3. На обоих тепловозах планировалось применить дизель-генераторные установки мощностью 2000 л.с. и состоящие из восьмицилиндрового дизельного двигателя 6Д100 (вместо десятицилиндровго 2Д100) и тягового генератора ГП307. Общий вес нового дизель-генератора 6Д100 был на 4550 кг легче дизель-генератора 2Д100.
В 1961 году Луганский завод выпустил 6 двухсекционных тепловозов (12 секций), которым присвоили обозначение ТЭ3Л (вместо проектного ТЭ20). Фактически эти тепловозы представляли собой 2ТЭ10Л с дизелями 6Д100 — восьмицилиндровой модификацией 10Д100 мощностью 2000 л. с. Тем не менее, нередко эти тепловозы включают в общий выпуск с ТЭ3. Из 6 построенных тепловозов, на дороги поступили только 2: ТЭ3Л-001 (1961) и ТЭ3Л-002 (1962). Они эксплуатировались на Донецкой железной дороге (в 1962—1964 — на Южной). В связи с занятостью завода наладкой серийного выпуска тепловозов 2ТЭ10Л мощностью 2×3000 л.с., работы по разработкам новых двухсекционных тепловозов мощностью 2×2000 л.с. были прекращены. В 1968 году оба ТЭ3Л были исключены из инвентаря.

### ТЭ3м
5 ноября 1960 года было издано постановление Совета министров СССР № 1200 о максимальной унификации создаваемого Луганским заводом мощностного ряда локомотивов, что позволило бы снизить себестоимость их постройки. В результате в 1962 году завод выпустил тепловоз 2ТЭ10Л, который на 80 % по конструкции механической части был унифицирован с ТЭ3. В 1964 году был подписан акт об успешном окончании испытаний этого локомотива и начале его серийного производства. В связи с этим возникла необходимость уже ТЭ3 максимально унифицировать с 2ТЭ10Л. В 1964 году Луганский завод выпустил 2 двухсекционных тепловоза (по другим данным — 1), которым присвоили обозначение ТЭ3м (встречается также вариант ТЭ3М) и номера 001 и 002. Конструктивно данные тепловозы представляли собой 2ТЭ10Л, но с дизель-генератором и тяговыми электродвигателями от ТЭ3.
Известно, что на дороги поступил лишь ТЭ3м−001, который эксплуатировался на Южной железной дороге, причём с 1967 года — на маневровой работе на станции Основа. Однако дальнейший выпуск заводом данных тепловозов был признан нецелесообразным. В 1979 году ТЭ3м−001 был исключён из инвентарного парка.

### ПТЭ3
В 1966 году (по другим данным — 1967) выпущена партия из трёх двухсекционных (6 секций) тепловозов, которым присвоили обозначение ПТЭ3 (№ 2511, 2512, 2521, но известно также фото ПТЭ3-2039). Конструктивно это были серийные ТЭ3, у которых было предусмотрено автоматическое поддержание скорости 10 км/ч и возможность синхронного движения двух тепловозов на параллельных путях по СМЕ.
Все тепловозы ПТЭ3 поступили для работы на космодром Байконур, где в основном доставляли ракеты к стартовым комплексам. В 1990-х — 2000-х все ПТЭ3 были исключены из инвентаря.

## ТЭ3 в кинематографе
- Безбилетная пассажирка
- Большие перегоны
- Вельд
- Выстрел в спину
- Долгая счастливая жизнь
- Камышовый рай
- Люблю. Жду. Лена
- Магистраль
- Маленький беглец
- Мы, нижеподписавшиеся
- Несовершеннолетние
- Печки-лавочки
- Распад
- Рождённая революцией ("Последняя встреча")
- Сатана
- СВ. Спальный вагон
- Сувенир для прокурора
- ТАСС уполномочен заявить…
- Три дня в Москве
- Формула радуги
- Хорошо сидим!